# Guin Batten
Guin Batten, britanska veslačica, * 27. september 1967, .
Za Veliko Britanijo je nastopila že na Olimpijskih igrah 1996, na igrah leta 2000 pa je skupaj s sestro, Miriam Batten, v dvojnem četvercu osvojila srebrno medaljo
Me študijem na Univerzi v Southamptonu je bila članica veslaškega kuba tamkajšnje univerze. 
Leta 2003 je postavila rekord za najhitrejše samostojno prečkanje Rokavskega preliva v olimpijskem čolnu, hkrati pa je postala prva ženska, ki je samostojno preveslala preliv. To ji je uspelo v času 3 ure in 14 minut. To je bil osem minut boljši čas od prejšnjega rekorda, ki ga je imel Bob Gullett.
3. junija 2012 je bila Guin ena od veslačic na čolnu Gloriana, ki je v Veliki Britaniji del poti nosil Olimpijski ogenj.